# 伯奎斯特嶺
伯奎斯特嶺（英語：Berquist Ridge）是南極洲的山嶺，位於伊利沙伯女皇地，處於彭薩科拉山脈的尼普頓山脈，全長15公里，根據美國地質調查局的測量和美國海軍的空中照片被繪入地圖。
83°31′S 56°30′W / 83.517°S 56.500°W